# Lakshmichhari
Lakshmichhari är ett underdistrikt i Bangladesh. Det ligger i den sydöstra delen av landet, 190 km sydost om huvudstaden Dhaka.
I omgivningarna runt Lakshmichhari växer huvudsakligen savannskog. Runt Lakshmichhari är det ganska tätbefolkat, med 239 invånare per kvadratkilometer.